# Választókerület-manipuláció

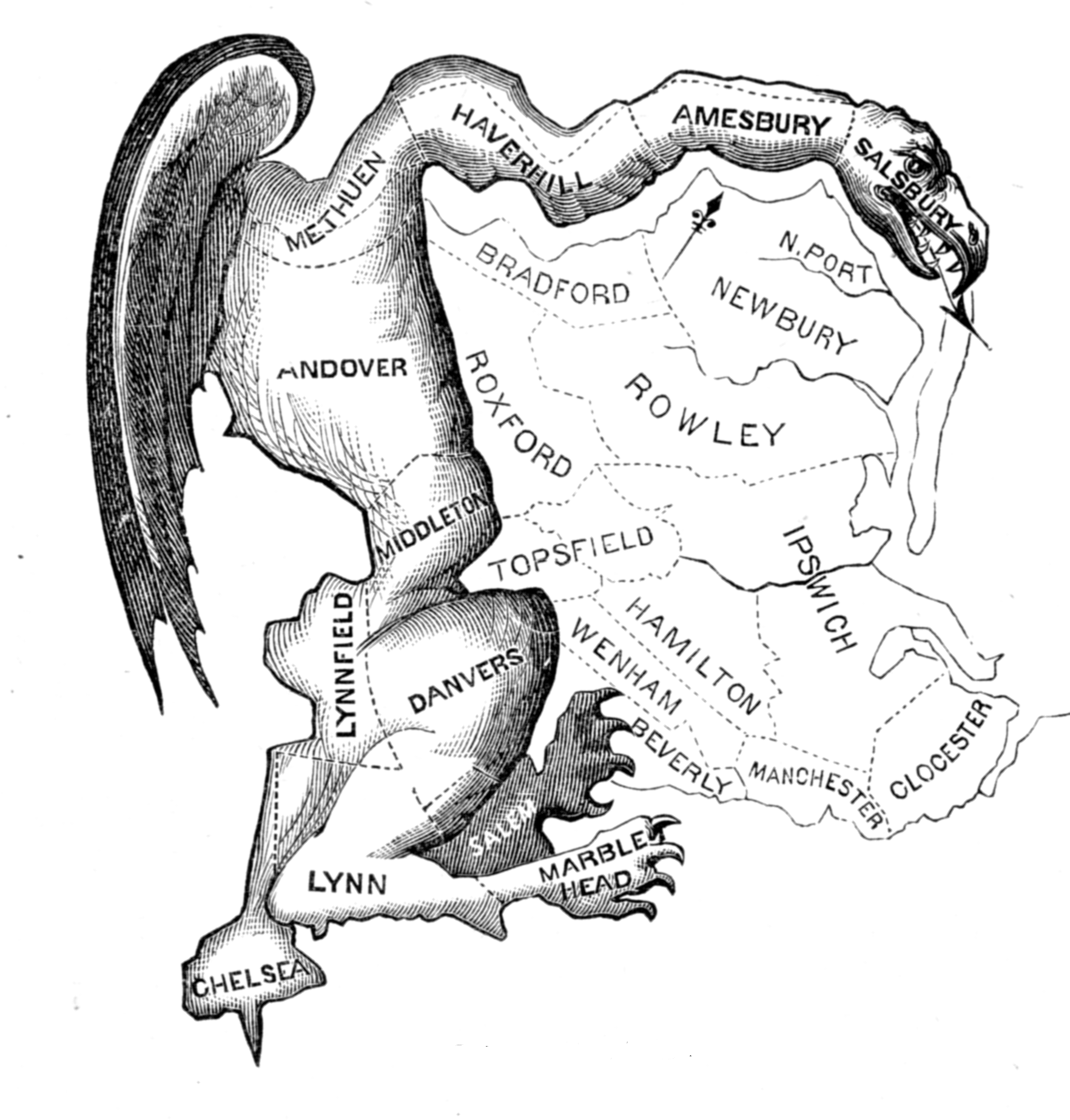
A Boston Centinel közölte 1812-ben ezt a karikatúrát, amely azt mutatja be, hogyan próbált a massachusettsi törvényhozás a kormányon lévő Demokrata-Republikánus Párt jelöltjeinek kedvezni a föderalistákkal szemben. A bizarr formát felvett Essex megyei választókörzetet sárkányként ábrázolták.

A választókerület-manipuláció, vagy nemzetközileg ismert angol eredetű nevén gerrymandering politikai fogalom, a választókerületek határainak olyan átrajzolása, mely valamelyik félnek a választásokon előnyt biztosít. Tipikusan a már hivatalban lévők tudnak élni ezzel a manipulációs eszközzel.

## Angol neve
Nevét Elbridge Gerry (1744–1814) massachusettsi kormányzóról kapta, akinek nevéhez az angol salamander („szalamandra”) szó végét illesztették. A kortársak szalamandrát láttak bele abba a fura alakú választókerületbe, amelynek létrehozását 1812-ben vitték keresztül az állam törvényhozásában a jeffersoni demokraták, hogy megnehezítsék ellenfeleik dolgát a küszöbön álló szenátusi választáson. Az erről szóló törvényt Gerry aláírta és így a hasonló manipulációk jelképévé vált. Gerry nevének kezdőbetűjét eredetileg „g”-nek ejtették, de ez feledésbe merült és az eredeti kiejtést ismerő keveseken kívül a gerrymandering kezdőbetűjét ma már „dzs”-nek ejtik ['d͡ʒɛɹiˌmændəɹɪŋ].

## Különböző csoportok ellen
A módszer nem csak valamely politikai pártot hozhat kedvező, vagy kedvezőtlen helyzetbe, hanem etnikai, nyelvi, vallási csoportok, vagy osztályok ellen is irányulhat. Az etnikai alapú gerrymandering, vagy ennek a szándéka a közép-európai régióban történetileg jelentős hagyománnyal rendelkezik. Például Szlovákiában az ország déli határán, a Kisalföld északi részén egy tömbben élnek magyarok, a közigazgatási beosztás pedig észak-déli irányban több részre vágja a magyarok lakta területet, hogy csak szlovák többségű kerületek legyenek az országban. 
Bár bizonyos fokig minden választási rendszerben tér nyílhat a manipuláció számára, különösen sérülékenyek ebből a szempontból azok a rendszerek, amelyekben a legtöbb szavazatot szerző visz mindent.
A világ legtöbb demokráciája az arányos képviseletnek legalább az elemeit tartalmazó választási rendszert alkalmaz. Az arányos rendszerekben a „gerrymandering” nehezebben ér célt. Izraelben és Hollandiában például azért nem jöhet szóba, mert mindkét ország egyetlen választókerületet képez. Más országokban, mint például az Egyesült Királyság vagy Kanada, a manipulációt úgy igyekeznek elkerülni, hogy a választókerületek határait pártoktól független szervezetek állapítják meg, például az Egyesült Királyságban a Határbizottság). Az Egyesült Államokban ezzel szemben a megválasztott, saját választási érdekekkel rendelkező politikusok jogosultak a határok kijelölésére.

## Pozitív gerrymandering

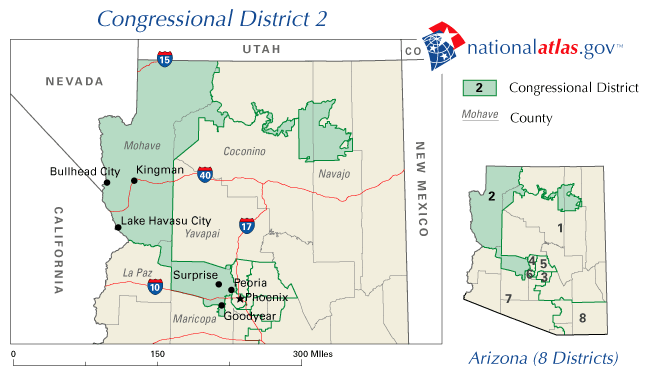
Arizona 2-es kongresszusi választókerülete (zölddel), az állam keleti és felső középső részében.

Ritkábban akadnak példák a pozitív értelemben vett „gerrymanderingre”, amikor valamely nem korrupt, hanem társadalmilag értékes cél érdekében rajzolják át a választókerületi határokat. Az arizonai indiánrezervátumok esetében nem tűnt jó gyakorlatnak, hogy a hopi indiánokat és a Navahó nemzetet ugyanaz az ember képviselje a képviselőházban, mivel a két nép viszonya hagyományosan konfliktusokkal terhelt. Mivel a navahók területe teljesen körülveszi a hopik rezervátumát, igen furcsa alakú választókerületet rajzoltak fel, amelyen két egymástól távoli régiót több száz kilométer hosszú vékony csík köt össze, amely egy folyó medrét követi.
Egy másik esetben - amely azonban vitatott - egy kaliforniai kongresszusi választókörzetet úgy rajzoltak fel, hogy keskeny csík alakjában a tengerpartot kövesse több száz kilométeren keresztül, hogy ezáltal a parton lakók érdekképviseletét biztosítsa a beljebb lakókkal szemben.

## Alaptípusai

Ugyanaz a 36 zöld és 28 lila szavazó (8 fős, azaz 22%-os zöld többség) 4 választási körzetbe való besorolás esetén 3:1, 2:2, 4:0 vagy akár 1:3 arányú képviseletet nyerhet a körzethatárok átrajzolása révén. (A körök színe: szavazók pártállása, területek alapszíne: többség pártállása.)

A választókerület-manipuláció két alapvető módszerrel kivitelezhető: a saját szavazatok maximalizálásával, vagy az ellenfél szavazatainak csökkentésével. Az egyik forma az ellenfél szavazatainak szétosztása több választókerületben úgy, hogy mindenhol vagy a legtöbb helyen kisebbségben maradjanak. A másik stratégia, ha pont ellenkezőleg, egy választókerületbe sűrítjük őket, ahol ugyan többségben lesznek, de ezen az áron a többi kerületben meg kisebbségbe kerülnek. A két módszert tipikusan kombinálják, a lényeg az, hogy a favorizált fél nagyobb képviselethez jusson, mint az eredeti állapotban.
A „gerrymandering” hatása a szavazatpazarlási effektuson nyugszik. Az ellenfél szavazatainak az általuk amúgy is nyerendő körzetbe zsúfolásával (felesleges plusz szavazatok) és a többiek elosztásával elvesztendő körzetekbe (növekvő számú vesztes szavazat), az ellenfél elvesztegetett szavazatainak száma maximalizálható.

## Hatásai

### Kisebb verseny
A „gerrymandering” legnyilvánvalóbb hatása, hogy az érintett területeken, különösen a „besűrített” választókerületekben csökken a verseny. Mivel a jelöltek nagy fölénnyel nyernek és a helyük biztonságos, nincs értelme nagy kampányt folytatni sem. 2002-ben például az Egyesült Államokban a Képviselőház 435 mandátuma közül csak 57-ben volt igazi verseny, ahol a befutó kevesebb, mint 10 százalékpont fölénnyel nyert.
Ugyanezek miatt a választási részvétel is csökken, mivel nincs igazán tétje a szavazásnak. A kampányok nem célozzák a részvétel növelését.
További hatása, hogy a jelöltség elérése az ilyen manipulált választókörzetekben sokkal fontosabb, mint a választási megmérettettés maga, hiszen ha valaki megszerezte a jelöltséget, győzelme majdnem biztos. Például 2004-ben, amikor Doug Ose más hivatalra pályázott és helye a 3-as kongresszusi választókerületben megüresedett, az állam három legerősebb republikánus jelöltje fogott kemény kampányba egymás ellen a jelöltség megszerzéséért, miközben számos más választókörzetért egyáltalán nem kapkodtak a republikánus politikusok.

### A rezidens előnye
A manipulált választókörzetekben az adott mandátum birtokosa jelentős előnyt őriz bármely ellenféllel szemben és minden bizonnyal újra is választják. 2002-ben például az Egyesült Államok kongresszusába csak négy kihívó tudott bejutni, ami a modern amerikai történelemben negatív rekord. (Természetesen nem mondható, hogy ez a gerrymandering következménye, hiszen egy mandátum birtokosa több okból könnyebben nyer újrajelölést.)
Az biztos, hogy a manipuláció csapást jelent a demokratikus elszámoltathatóság elvére, hiszen az a választott képviselő, aki már nem tart attól, hogy elvesztheti mandátumát, sokkal kisebb ösztönzéssel rendelkezik arra, hogy a körzete érdekeit képviselje, és ez még olyan ügyekre is igaz, amelyek egyébként a választókörzetben többségi támogatást élveznek.
Egy másik, kevésbé nyilvánvaló hatás, hogy a furcsa alakú választókörzetek megjelenése a kampányköltségek (utazás, szállítás, kampányanyag-terítés) emelkedéséhez vezet (ami további előnyt jelent a hivatalban lévő számára).

### Kevesebb képviselet

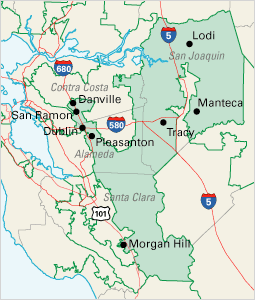
Manipulált választókörzet: (a kaliforniai 13-as, amelyet jelenleg a demokrata Jerry McNerney képvisel), amelyet a republikánus Richard Pombo javára hoztak létre. Danville környéke hagyományos republikánus vidék, Morgan Hill azonban nem - azért került a választókerülethez, mert szükség volt a szavazószámemelésre miután Livermore-t az északra fekvő 10-es kerülethez sorolták, hogy ezzel a demokrata Ellen Tauscher képviselőnek segítsenek, hiszen e területen van a Teller Ede kezdeményezésére alapított Lawrence Livermore Nemzeti Laboratórium, Teuscher pedig a Képviselőház Energiaügyi Bizottságának tagja. A 2006-os választás azonban a republikánus jelöltnek szánt 11-es körzetben „felülírta” a manipulációt (a 10-esben nem).

A „gerrymandering” jelentős hatással van a képviselet fokára is az érintett választókerületekben, hiszen azzal a módszerrel hajtják végre, hogy minél több elvesztegetett szavazatot állítsanak elő. Bizonyos csoportok képviseletének foka így jelentősen eltérhet a manipulálatlan állapothoz képest. Az arányos képviselet elve ezzel jelentős mértékben sérülhet, hiszen a választás győztesét a választók helyett azok választják ki, akik a választókerületek határait felrajzolják.
Egyes esetekben a „gerrymandering” pont arra lehet alkalmas, hogy egy bizonyos képviselettel nem rendelkező csoport mégis képviselethez juthasson úgy, hogy szavazóit egy választókerületbe sűrítik. Gyakran azonban még ez a módszer is vitatható és előfordulhat, hogy pont azzal jut kisebb képviselethez az adott csoport, hogy tagjai nem több választókerületből kerülnek ki (hiszen egy adott kerületben kisebbségban lévő csoportot is képviselhet hatékonyan a megválasztott képviselő).
Példaképp, az Egyesült Államokban az 1990-es években végrehajtott átrajzolás jórésze azzal a szándékkal történt, hogy több olyan választókerület jöjjön létre, ahol az afroamerikaiakat többségbe sűrítették. Jellemző módon ezt a „maximalizációs politikát” egyaránt támogatták a Republikánus Párt egyes politikusai (akik kevéssé számíthattak az afroamerikaiak szavazataira) és a Demokrata Párt politikusai, akik az így kialakított választókerületben biztos mandátumokhoz jutottak.

### A hivatalban lévő segítése
A manipuláció olyan formát is ölthet, hogy párthovatartozásra való tekintet nélkül a már hivatalban lévőket segítse, az e célnak megfelelően sűrített választási kerületek létrehozásával. Ez különösen olyan helyzetekben fordul elő, amikor a kisebbségben lévő párt elegendő obstrukciós erővel rendelkezik. Ilyenkor a többségi párt, mivel ahhoz nem eléggé erős, hogy saját jelöltjei számára manipulált kerületeket hozzon létre, belemegy abba a kompromisszumba, hogy a hivatalban lévők kapjanak előnyt.